# Cornelis Felix van Maanen
Cornelis Felix van Maanen (Den Haag, 9 september 1769 – aldaar, 14 februari 1846) was minister van Justitie onder Lodewijk Napoleon en Willem I. Van Maanen had een groot aandeel in de totstandkoming van de codificatie van het recht in wetboeken.

## Jeugd en studie
Cornelis Felix van Maanen was lid van de familie Van Maanen en de oudste zoon van Johannes van Maanen (1738-1795) en diens echtgenote Maria van Overzee (1739-1820). Zijn vader studeerde en promoveerde in 1760 in Leiden. Daarna vestigde hij zich in Den Haag als advocaat. Hij was actief patriot en werd op 13 februari 1795 benoemd tot raadsheer in het Hof van Holland, Zeeland en West-Friesland. Een maand later overleed hij. Zijn grootvader Cornelis van Maanen (1708-1743) was notaris en procureur bij de Raad van de Prins van Oranje en de Staten-Generaal van de Nederlanden.
Cornelis Felix van Maanen volgde de Latijnse school in Den Haag en ging in 1788 in Leiden studeren. Zijn jongere broer Pieter Jacob van Maanen (1770-1854) studeerde in dezelfde stad geneeskunde. Zij werden lid van een geheim studentencorps, waar zij verder ingewijd werden in de beginselen van het patriottisme. Cornelis Felix van Maanen promoveerde in 1793, en werd advocaat in Den Haag, net als zijn vader. Op 12 juli 1793 legde hij de advocateneed af voor het Hof van Holland, Zeeland en West-Friesland. Pieter Jacob van Maanen werd later hoogleraar aan de Universiteit van Harderwijk en Universiteit van Amsterdam.

## Politicus
Van Maanen begon zijn bestuurlijke loopbaan tijdens de Bataafse Republiek en was minister van Justitie en Politie van 1806 tot 1809 onder Lodewijk Napoleon. In 1809 bracht hij het Burgerlijk Wetboek, dat gebaseerd was op de Franse Code Civil, en een Crimineel Wetboek tot stand. In datzelfde jaar trad hij af als minister, omdat hij weigerde mee te werken aan de vorming van een geheime politie. Ten tijde van de volledige inlijving (1810-1813) van het Koninkrijk Holland door het Franse Keizerrijk was Van Maanen president van het Keizerlijk Gerechtshof in Den Haag.
Van Maanen maakte deel uit van de Grondwetscommissies van 1813-1814 en 1815. In 1814 verdedigde hij namens de grondswetcommissie de ontwerp-Constitutie in de Vergadering van Notabelen. Zijn broer Pieter Jacob van Maanen was een van de afgevaardigden van het Zuiderzeedepartement tijdens deze vergadering.
Vanaf 1815 tot 1842 was Van Maanen Minister van Justitie onder Willem I. In 1838 voerde hij het Burgerlijk Wetboek en het Wetboek van Strafvordering in. Van Maanen was in 1840 nauw betrokken bij de abdicatie van Willem I. Hij stelde de bijbehorende proclamatie op. Van Maanen nam in 1842 ontslag nadat de ontwerp-Conflictenwet (over administratieve geschillen) slecht was ontvangen. Willem II verving hem door Van Hall. Vanaf 1842 tot aan zijn dood in 1846 was Van Maanen minister van staat.
Van Maanen was aanvankelijk tamelijk verlicht en voorstander van openbare Kamervergaderingen. Later speelde hij echter een belangrijke rol bij het tegengaan van oppositie, onder andere door maatregelen om de persvrijheid te beperken. Bekend in deze context was het proces tegen de katholieke apologeet, historicus en dichter Joachim le Sage ten Broek die mede door zijn toedoen in de cel belandde. Van Maanen was een tegenstander van de invoering van ministeriële verantwoordelijkheid en voorstander van het regeren bij besluit.

### Taalpolitiek

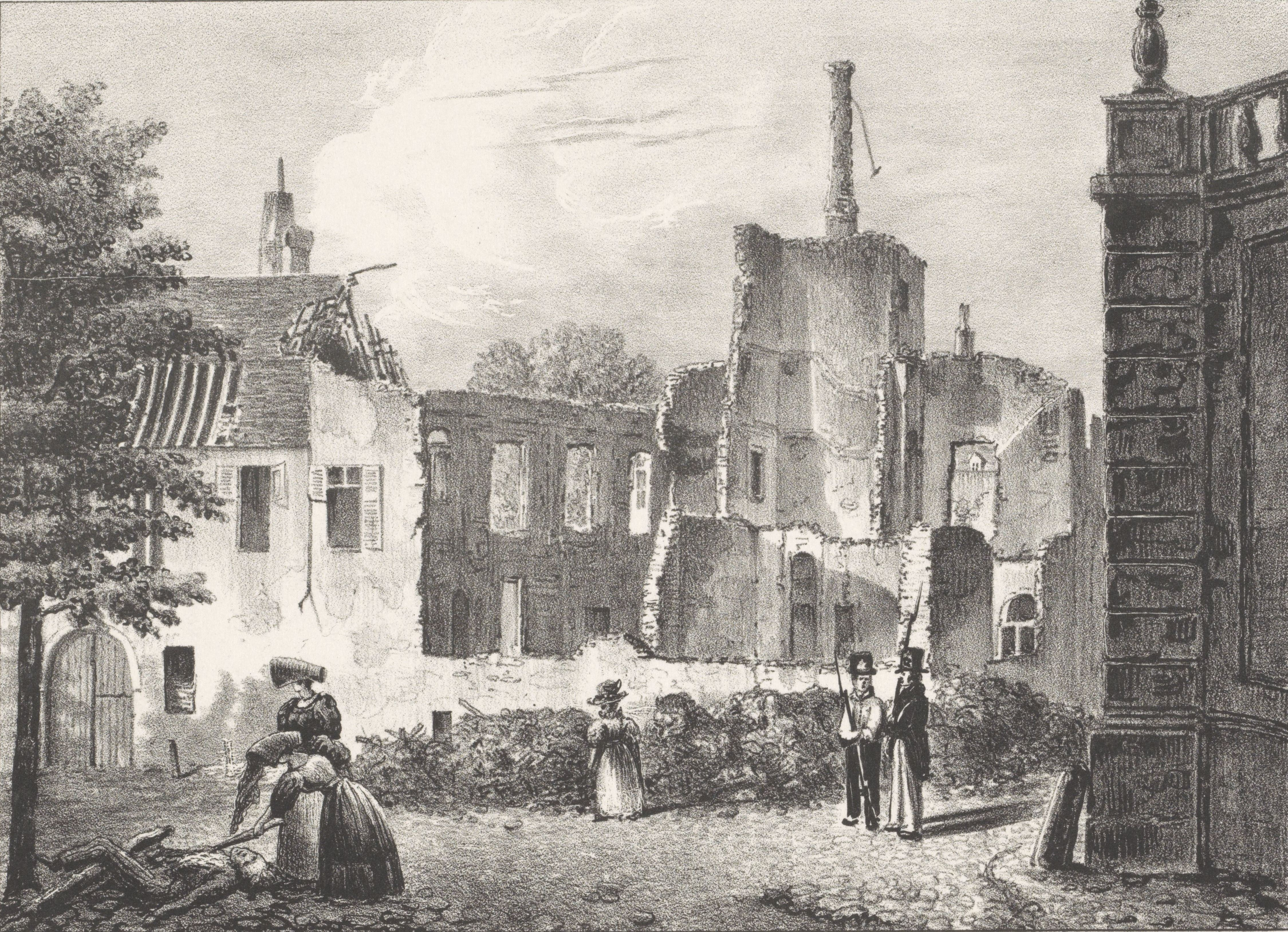
Het uitgebrande en half gesloopte huis van minister Van Maanen op de Grote Zavel in Brussel. Het gebeurde op 26 augustus 1830 terwijl hij in Den Haag was.

Van Maanen was een groot pleitbezorger van het gebruik van de Nederlandse taal in het zuidelijk deel van het verenigde Nederland ten noorden van de taalgrens, het huidige Vlaanderen. Hij was de inspirator van het belangrijke Koninklijk Besluit van 15 september 1819 (het zogenaamde Taalbesluit): vanaf 1 januari 1823 werd het Nederlands de enige officiële taal voor gerechts- en bestuurszaken in de provincies West- en Oost-Vlaanderen, Antwerpen en Limburg, een gebied dat achteraf nog werd uitgebreid met de Vlaamstalige arrondissementen Brussel en Leuven in de provincie Zuid-Brabant. Hij zette zich ook in voor zowel de kwaliteitsverbetering als de vernederlandsing van het onderwijs in deze gebieden. Op die manier werden de kiemen gelegd voor de ontwikkeling van een Nederlandstalige sociale elite in Vlaanderen die later in het nieuwe, op Franse leest geschoeide België de basis zou leggen voor de Vlaamse Beweging.
Al deze maatregelen, hoewel geleidelijk aan en zeker niet bruusk opgelegd, maakten hem onpopulair bij de Belgische Franstalige oppositie, die dan ook op de dag dat de Belgische Revolutie (26 augustus 1830) uitbrak zijn residentie in Brussel in brand stak. Op 3 september 1830 kreeg Van Maanen op eigen verzoek eervol ontslag, omdat zijn terugtreden mogelijk gunstige invloed zou hebben op de stemming in de Zuidelijke Nederlanden. Hij werd toen tijdelijk vervangen door Frederik Willem Floris Theodorus van Pallandt van Keppel. Begin oktober 1830 keerde Van Maanen vanwege de loop der gebeurtenissen weer terug als minister van Justitie.

## Persoonlijk
Van Maanen huwde op 11 november 1798 in Den Haag met Maria Theodora van der Meersch (1771-1855), dochter van Mr. Guilliam van der Meersch en Adriana Gerarda van der Craght. Hun zoon Guillaume Adrien Gérard van Maanen (1801-1871) was procureur-generaal bij de Hoge Raad der Nederlanden. Hun achterkleinzoon was Adriaan van Maanen (1884-1946), astronoom en naamgever van de Ster van Van Maanen.

## Ridderorden
- Commandeur Orde van de Unie (1807)
- Grootkruis Orde van de Unie (1808)
- Grootkruis Orde van de Reünie (1812)
- Ridder Grootkruis Orde van de Nederlandse Leeuw (1830)

- Biografisch Portaal: 30818919
- Digitale Bibliotheek voor de Nederlandse Letteren: maan005
- Gemeinsame Normdatei: 105530455X
- International Standard Name Identifier: 0000 0003 9183 4336
- Library of Congress Control Number: no2023098575
- Nederlandse Thesaurus van Auteursnamen: 069814007
- Parlement.com: vg09llsxlfqd
- Système universitaire de documentation: 166886939
- Virtual International Authority File: 285737419
- WorldCat: E39PBJg4k9Rbxf7WDy8cqHQKBP